# Enicospilus randalli
Enicospilus randalli là một loài tò vò trong họ Ichneumonidae.